# 6e corps d'armée (France, 1870-1871)
Pour le corps d'après 1873, voir 6e corps d'armée (France).
Pour les articles homonymes, voir 6e corps d’armée.
Le 6e corps d'armée est une grande unité de l'Armée française pendant la guerre franco-allemande de 1870.

## Chefs du6ecorpsd’armée
- 2 mars 1867 - novembre 1868 : général de Goyon ;
- 28 décembre 1868 - 21 août 1869 : général Le Bœuf ;
- Guerre de 1870 : François Certain de Canrobert ;
- 3 juillet 1871 : général Bourbaki.

## Composition durant la guerre de 1870
| Division                                      | Brigade                  | Régiment                                                                   |
| --------------------------------------------- | ------------------------ | -------------------------------------------------------------------------- |
| 1re division d'infanterie                     | 1re brigade d'infanterie | 4e régiment d'infanterie de ligne                                          |
| 1re division d'infanterie                     | 1re brigade d'infanterie | 10e régiment d'infanterie de ligne                                         |
| 1re division d'infanterie                     | 1re brigade d'infanterie | 9e bataillon de chasseurs à pied                                           |
| 1re division d'infanterie                     | 2e brigade d'infanterie  | 12e régiment d'infanterie de ligne                                         |
| 1re division d'infanterie                     | 2e brigade d'infanterie  | 100e régiment d'infanterie de ligne                                        |
| 1re division d'infanterie                     | Artillerie               | 2 batteries de 4, une de mitrailleuses                                     |
| 1re division d'infanterie                     | Génie                    | une compagnie                                                              |
| 2e division d'infanterie (général Bisson)     | 1re brigade d'infanterie | 9e régiment d'infanterie de ligne                                          |
| 2e division d'infanterie (général Bisson)     | 1re brigade d'infanterie | 14e régiment d'infanterie de ligne                                         |
| 2e division d'infanterie (général Bisson)     | 2e brigade d'infanterie  | 20e régiment d'infanterie de ligne                                         |
| 2e division d'infanterie (général Bisson)     | 2e brigade d'infanterie  | 31e régiment d'infanterie de ligne                                         |
| 2e division d'infanterie (général Bisson)     | Artillerie               | 2 batteries de 4, une de mitrailleuses                                     |
| 2e division d'infanterie (général Bisson)     | Génie                    | une compagnie                                                              |
| 3e division d'infanterie                      | 1re brigade d'infanterie | 75e régiment d'infanterie de ligne                                         |
| 3e division d'infanterie                      | 1re brigade d'infanterie | 91e régiment d'infanterie de ligne                                         |
| 3e division d'infanterie                      | 2e brigade d'infanterie  | 93e régiment d'infanterie de ligne                                         |
| 3e division d'infanterie                      | 2e brigade d'infanterie  | 94e régiment d'infanterie de ligne                                         |
| 3e division d'infanterie                      | Artillerie               | 3 batteries de 4                                                           |
| 3e division d'infanterie                      | Génie                    | une compagnie                                                              |
| 4e division d'infanterie                      | 1re brigade d'infanterie | 25e régiment d'infanterie de ligne                                         |
| 4e division d'infanterie                      | 1re brigade d'infanterie | 26e régiment d'infanterie de ligne                                         |
| 4e division d'infanterie                      | 2e brigade d'infanterie  | 28e régiment d'infanterie de ligne                                         |
| 4e division d'infanterie                      | 2e brigade d'infanterie  | 70e régiment d'infanterie de ligne                                         |
| 4e division d'infanterie                      | Artillerie               | 3 batteries de 4                                                           |
| 4e division d'infanterie                      | Génie                    | une compagnie                                                              |
| Division de cavalerie (avant le 18 août 1870) | 1re brigade de cavalerie | 1er régiment de hussards                                                   |
| Division de cavalerie (avant le 18 août 1870) | 1re brigade de cavalerie | 6e régiment de chasseurs à cheval                                          |
| Division de cavalerie (avant le 18 août 1870) | 2e brigade de cavalerie  | 1er régiment de lanciers                                                   |
| Division de cavalerie (avant le 18 août 1870) | 2e brigade de cavalerie  | 7e régiment de lanciers                                                    |
| Division de cavalerie (avant le 18 août 1870) | 3e brigade de cavalerie  | 5e régiment de cuirassiers                                                 |
| Division de cavalerie (avant le 18 août 1870) | 3e brigade de cavalerie  | 6e régiment de cuirassiers                                                 |
| Division de cavalerie (après le 18 août 1870) | 1re brigade de cavalerie | 2e régiment de chasseurs d'Afrique                                         |
| Division de cavalerie (après le 18 août 1870) | 1re brigade de cavalerie | 2e régiment de chasseurs à cheval                                          |
| Division de cavalerie (après le 18 août 1870) | 2e brigade de cavalerie  | 3e régiment de chasseurs à cheval                                          |
| Division de cavalerie (après le 18 août 1870) | 2e brigade de cavalerie  | 10e régiment de chasseurs à cheval                                         |
| Réserve d'artillerie                          | Réserve d'artillerie     | 2 batteries de 12, 4 batteries de 4 (montées), 2 batteries de 4 (à cheval) |
| Parc d'artillerie                             | Parc d'artillerie        | Réserve et parc de génie                                                   |